# Оливейра, Вендерсон
Вендерсон Оливейра ду Насименту (порт. Wenderson Oliveira do Nascimento; род. 27 апреля 1999, Сеара-Мирин, Риу-Гранди-ду-Норти) — бразильский футболист, полузащитник клуба «Вернаму».

## Клубная карьера
Является воспитанником клуба АБС. С 2016 по 2018 год выступал за молодёжную команду «Атлетико Минейро». Взрослую карьеру начал в 2019 году, вернувшись в родной клуб. Выступал за клуб в бразильских Серии C и D, а также становился чемпионом штата Риу-Гранди-ду-Норти в 2020 году.
Перед сезоном 2021 года Вендерсон стал игроком шведского «Вернаму». Вместе с ним по итогам сезона завоевал золото в Суперэттане, в результате чего клуб впервые в своей истории вышел в Алльсвенскан. 3 апреля 2022 года в матче первого тура с «Гётеборгом» дебютировал за клуб в чемпионате Швеции, появившись на поле в стартовом составе и на 75-й минуте уступив место Кристиану Мозесу.

## Достижения
АБС:
- Чемпион штата Риу-Гранди-ду-Норти: 2020
- Серебряный призёр чемпионата штата Риу-Гранди-ду-Норти: 2019

Вернаму:
- Победитель Суперэттана: 2020

## Клубная статистика
| Выступление      | Выступление      | Выступление      | Лига | Лига | Кубки | Кубки | Конт. кубки | Конт. кубки | Итого | Итого |
| Клуб             | Лига             | Сезон            | Игры | Голы | Игры  | Голы  | Игры        | Голы        | Игры  | Голы  |
| ---------------- | ---------------- | ---------------- | ---- | ---- | ----- | ----- | ----------- | ----------- | ----- | ----- |
| Вернаму          | Суперэттан       | 2021             | 24   | 2    | 0     | 0     | 0           | 0           | 24    | 2     |
| Вернаму          | Алльсвенскан     | 2022             | 7    | 0    | 2     | 0     | 0           | 0           | 9     | 0     |
| Вернаму          | Итого            | Итого            | 31   | 2    | 2     | 0     | 0           | 0           | 33    | 2     |
| Всего за карьеру | Всего за карьеру | Всего за карьеру | 31   | 2    | 2     | 0     | 0           | 0           | 33    | 2     |